# فرودگاه تنانت کریک
فرودگاه تنانت کریک (به انگلیسی: Tennant Creek Airport) یک فرودگاه همگانی با کد یاتا TCA است که یک باند فرود آسفالت دارد و طول باند آن ۱۹۵۹ متر است. این فرودگاه در کشور استرالیا قرار دارد و در ارتفاع ۳۷۷ متری از سطح دریا واقع شده است.